# Oxford Canadians

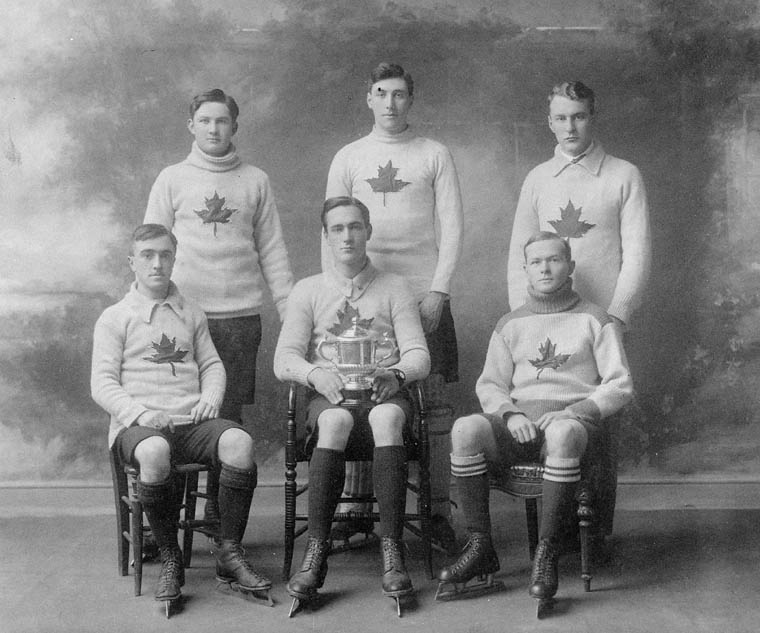
Oxford Canadians, englischer Meister 1910. Von links nach rechts: vorne: Gustave Lanctot, Ernest Munro (Kapitän), Howard Henry; Hinten: John Higgins, John Mitchell, C.A. Adamson.

Die Oxford Canadians waren ein 1905 gegründetes englisches Eishockeyteam, das hauptsächlich aus kanadischen Studenten der University of Oxford bestand. Das Team galt bis 1914 als eines der stärksten in Europa und nahm an diversen internationalen Turnieren teil, unter anderem an der Meisterschaft des internationalen Verbandes LIHG, wo man als Vertretung Kanadas verstanden wurde. Die Spielweise des Teams machte zudem das kanadische Eishockey-Regelwerk populär, welches 1911 von der LIHG übernommen wurde.

## Vorgeschichte
An der Oxford University gab es nach eigenen Angaben bereits 1885, gesichert aber ab 1900, eine Eishockeymannschaft namens Oxford University Blues und die ersten Varsity-Matches gegen die University of Cambridge. Allerdings ähnelte das Spiel teilweise eher dem heutigen Bandy. Mit dem seit 1902 vergebenen Rhodes-Stipendium kamen kanadische Studierende nach Oxford, von denen viele bereits zu Hause Eishockey spielen gelernt hatten. Über die Zulassung dieser Spieler zu den Varsity-Matches gab es Streit zwischen Oxford und Cambridge, schließlich wurden die kanadischen Studenten aus den Oxford Blues ausgeschlossen.

## Gründung und nationale Erfolge
1905 bildeten die Kanadier daher eine eigene Mannschaft, die Oxford Canadians. Bereits im März 1906 traten sie gegen den amtierenden Meister Princes Ice Hockey Club um die English Club Championship an und unterlagen mit 4:8 und 4:3. Ein Jahr später, am 16. März 1907, gewannen sie mit 3:2 den Titel gegen den Princes Ice Hockey Club. Weitere Meisterschaften gelangen 1910, 1911 und 1913, während 1908, 1909, 1912 und 1914 jeweils Princes siegreich war. Der Spielstil der Kanadier kam aber nicht bei allen Beobachtern gut an:

„[ice hockey] as played in Canada at the present time, is the roughest and most dangerous of games … old fashioned strategy has been thrown aside … and Canadian methods are being sedulously practised.“

„[Eishockey] wie es derzeit in Kanada gespielt wird, ist das raueste und gefährlichste aller Spiele ... althergebrachte Taktiken werden beiseite geworfen ... und die kanadischen Spielmethoden werden fleißig praktiziert“

Für die Kanadier hingegen war das europäische Eishockey ein „Sport der Adligen“. Canadians-Spieler Gustave Lanctot schrieb 1913:

„[European ice hockey] is certainly not a peoples game and I prefer the Canadian way.“

„[Europäisches Eishockey] ist mit Sicherheit kein Volkssport, und ich bevorzuge die kanadische Version.“

## Internationale Turniere und LIHG
In der Saison 1909/10 begannen die Oxford Canadians damit, zu Turnieren und Freundschaftsspielen auf den europäischen Kontinent zu reisen. Das erste Turnier war die Europameisterschaft im Januar 1910 in Les Avants, an der die Canadians außer Konkurrenz teilnahmen. Gegen Deutschland, vertreten durch den Berliner Schlittschuhclub, Belgien und die Schweiz gab es klare Siege, dagegen gab es kein Spiel gegen England, das durch den Princes Ice Hockey Club vertreten wurde.
Während der Tour wurde der Name „Oxford Canadians“ angenommen. Zudem begann die Mannschaft, ein rotes Ahornblatt auf ihrem Dress zu tragen. Die Oxford Canadians waren damit die erste Eishockeymannschaft, die das kanadische Nationalsymbol auf der Brust trug. 1965 wurde die kanadische Nationalflagge mit einem Ahornblatt darauf eingeführt.

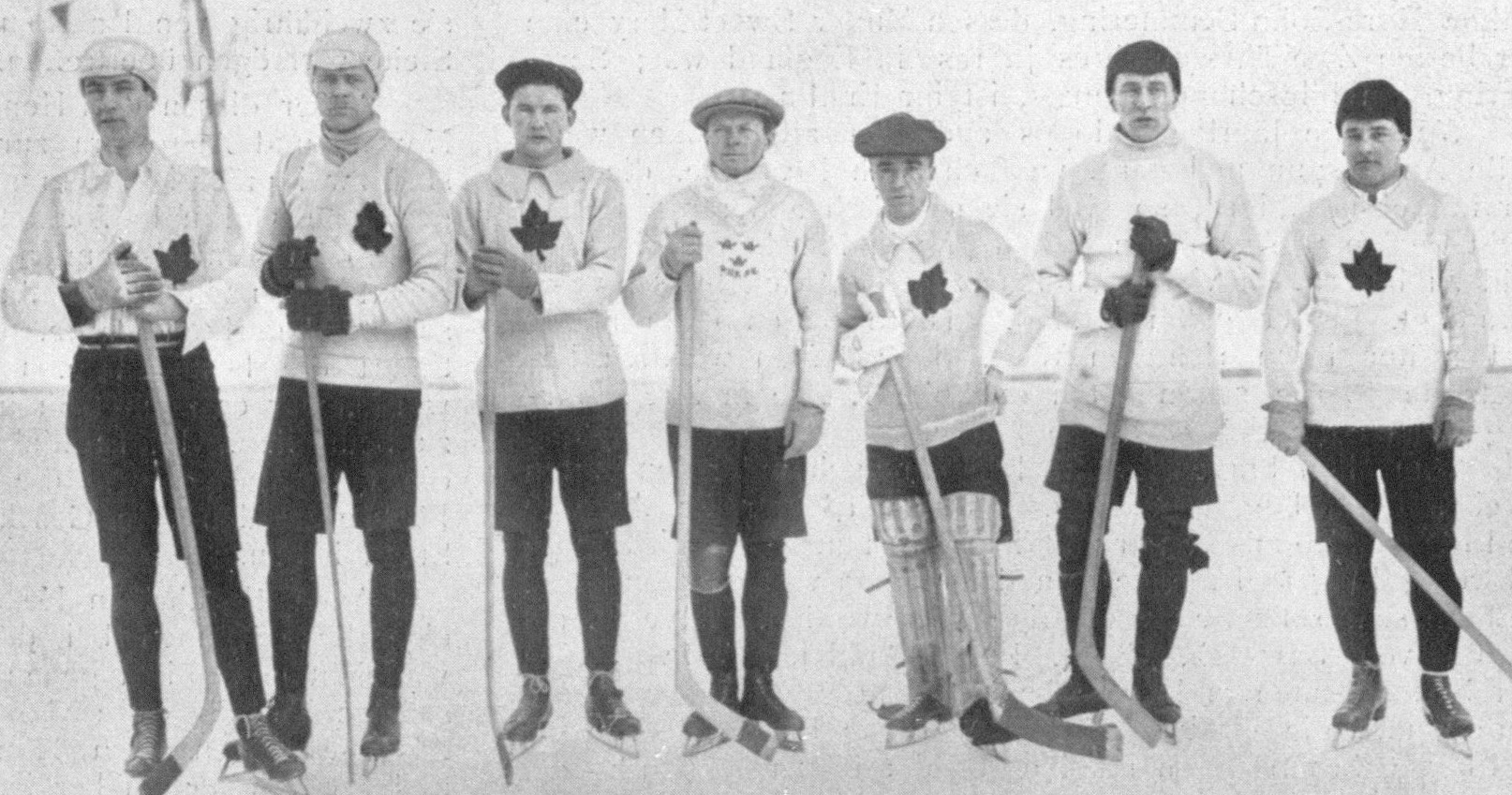
Die Canadians beim Coupe de Chamonix 1911

Im Winter 1910/11 gewannen die Canadians das Eishockeyturnier in Brüssel (im Dezember 1910) und den Coupe de Chamonix im Januar 1911 sowie Spiele gegen den Berliner Schlittschuhclub, den Akademischen Sportclub Dresden und den SK Slavia Prag.
1911 wurden die Mannschaft in den Internationalen Verband LIHG aufgenommen, dem heutigen Weltverband IIHF. Er galt dort als Vertretung Kanadas – offizieller Name war Canada (Oxford) – und sorgte mit für die Annahme der kanadischen Eishockey-Regeln durch die LIHG am 14. März 1911.
Ende 1911 gewannen die Canadians das Eishockeyturnier in Brüssel. Bei der anschließenden Deutschlandtour besiegte das Team den DHC Hannover und den MTV München, gegen den Berliner Schlittschuhclub gab es zwei Remis. Das Turnier in München am 10. Januar 1912 schlossen die Canadians als Sieger ab, während sie beim Coupe de Chamonix 1912 nur Zweite hinter dem Club des Patineurs de Paris wurde. Schließlich nahmen sie an der ersten LIHG-Meisterschaft teil, die vom 20. bis 24. März 1912 in Brüssel, Belgien stattfand. Das Turnier wurde zeitgenössisch in Europa als Weltmeisterschaft bezeichnet. Die Canadians unterlagen dabei dem Berliner Schlittschuhclub, der Deutschland vertrat; spielten gegen den Brussels IHSC (Belgien) unentschieden und beendeten das Turnier auf dem zweiten Platz.

## Weltkrieg und Auflösung
Nach dem Ausbruch des Ersten Weltkriegs 1914 kam der Eishockey-Spielbetrieb zu erliegen. Einige der Canadians-Spieler kämpften auch im Krieg. Ab 1920 wurde wieder Eishockey gespielt, 1921 der Oxford University Ice Hockey Club gegründet. Die Kanadier konnten nun in der regulären Mannschaft der Oxford University spielen, die Oxford Canadians waren Geschichte. 
Ebenso 1920 wurde der „richtige“ kanadische Verband in die LIHG aufgenommen und nahm, vertreten durch Winnipeg Falcons, am Eishockeyturnier der Olympischen Sommerspiele 1920 teil – Kanada gewann das Turnier, welches später zu ersten Weltmeisterschaft erklärt wurde.

## Bekannte Spieler
- C.A. Adamson (1910)
- Baker (Verteidiger 1910)
- R.V. Bellam (Verteidiger 1907)
- H.M. Bond (Stürmer 1907)
- Howard Robert Lawrence Henry (1910)
- S.M. Herbert (Torhüter 1907)
- John Gilbert Higgins (1909–1911, später kanadischer Senator)
- Gustave Lanctôt (Torhüter 1910, Historiker)
- J.M. Macdonnell (Verteidiger 1907)
- Martin (1911)
- John B Mitchell (1910, gefallen im Weltkrieg 1916)
- Ernest Alexander Munro (Kapitän, 1910/11)
- Talbot Mercer Papineau (gefallen im Weltkrieg 1917)
- Walter J Pearse (gefallen im Weltkrieg 1917)
- R.C. Reade (Stürmer 1907)
- G.S. Stairs (Stürmer, Kapitän, 1907)
- Tait (1911)
- Hugh C Warboton (gefallen im Weltkrieg 1917)
- Arthur Yates